# Спевак, Сэмюэл
Спевак Сэмюэл (англ. Samuel Spewack; 16 сентября 1899, Бахмут — 14 октября 1971, Нью-Йорк) — американский писатель, журналист, драматург.

## Биография
Родился в семье Иоэля Спевака и Симы Зелавецкой. В 1903 эмигрировал в США. Окончил Колумбийский университет (1919). В 1918—1926 корреспондент газеты «Нью-Йорк уорлд» в Москве и Берлине, в 1941 — журнала «Лук» и «Нью-Йорк ивнинг пост» в Лондоне. В 1942 — глава к/ст воен. информации, в 1943 — пресс-атташе посольства США в Москве, в 1944 — руководитель русского отдела зарубежного представительства Департамента военной информации. В 1922 женился на Белле Коэн, с 1931 они вместе были сценаристами в Голливуде, а также на киностудиях Columbia Pictures, Metro-Goldwyn-Mayer и Warner Bros. Автор романа «Деловые люди» (1948), пьес, в том числе «Две слепые мыши» (1959), а также пьес (совместно с Беллой Спевак): «Одинокий человек» (1926). «Поппа», «Песнь войны» (обе — 1928), «Все линии свободны» (1932), «Весенняя песня» (1934), «Юноша встречает девушку» (1935), «Женщина кусает собаку» (1945), «Мои три ангела» (1953), «Фестиваль» (1955). Автор сценария и режиссёр документального фильма для ВВС США «Это Россия».